# Ahmed Sassi
Ahmed Sassi (* 24. September 1993 in Tunis) ist ein ehemaliger tunesischer Fußballspieler.

## Karriere

### Verein
Sassi begann seine Karriere in der Jugend von Espérance Tunis. Am 2. Mai 2010 debütierte er beim Spiel gegen den Club Africain Tunis in der höchsten Spielklasse Tunesiens, als er in der 90. Spielminute für Youssef Msakni eingewechselt wurde. Am Ende der Saison 2009/10 gewann Sassi mit seinem Verein die Meisterschaft.
Zur Saison 2011/12 wechselte Sassi zur TSG 1899 Hoffenheim. Dort wurde er zunächst in der zweiten Mannschaft eingesetzt, für die er am 24. September 2011 gegen den FC Ingolstadt 04 II in der viertklassigen Regionalliga Süd debütierte. Neben Einsätzen in der U23 wurde er in seinem letzten Jugendjahr auch zwei Mal in der A-Jugend (U19) in der A-Jugend-Bundesliga eingesetzt. Zur Saison 2012/13 rückte Sassi in den Profikader auf, kam dort jedoch in keinem Pflichtspiel zum Einsatz. Als Nicht-EU-Ausländer war er als Herrenspieler für die zweite Mannschaft nicht mehr spielberechtigt. Seit Beginn der Saison 2014/15 stand Sassi nicht mehr im Bundesligakader und kam seither lediglich in Testspielen der zweiten Mannschaft zum Einsatz.
Im September 2015 kehrte Sassi in seine Heimat zurück, wo er sich dem Erstligisten Club Athlétique Bizertin anschloss. Nach zwei Spielzeiten dort beendete er im Sommer 2017 seine Spielerkarriere.

### Nationalmannschaft
Sassi lief vier Mal für die U21-Auswahl Tunesiens auf.

## Titel und Erfolge
mit Espérance Tunis
- Tunesischer Meister: 2010